# Carintia
Carintia (în germană Kärnten, în slovenă Koroška) este un stat federal sau Bundesland, situat în sudul Austriei.
Este formată mai ales dintr-un bazin din cadrul Alpilor, Munții Carnieni formându-i granița cu Italia și Slovenia. Munții Tauern împart landul în două începând cu Salzburg. La est se află landul Steiermark formând o vale continuă, cu partea de est a Tirolului, spre vest. Lacurile sale sunt o mare atracție turistică. Principalul râu este Drava.
Capitala sa este Klagenfurt am Wörthersee. Singurul oraș important pe lângă acesta este Villach. Aceste două orașe sunt puternic legate din punct de vedere economic.

## Etimologie
Numele său se datorează probabil tribului celtic al carnilor. „Carintia” provine din limba celtică și înseamnă „ținutul prieteniei”.

## Istorie
În regiunea Carintia, în secolele al VI-lea și al VII-lea, a existat un stat slav. În secolele al XII-lea și al XIII-lea, ținutul s-a aflat în stăpânirea regelui ceh Ottokar al II-lea Přemyšl. După Primul Război Mondial, Regatul Sârbilor, Croaților și Slovenilor a încercat să supună Carintia, care, după plebiscitul din 1920, se regăsește între granițele Austriei. Influența slavă din trecut este vizibilă încă din nomenclatura locurilor. În țările slave, Klagenfurt, este cunoscut uneori sub denumirea de Celovec.

## Geografie
În sud-estul Carintiei, se află valea Rosental, asemeni unui amfiteatru imens; la nord se ridică Alpii Gurktal și Munții Saualpe, la est se înalță vârful Grosser Speikkogel de 2.140 de metri, iar la sud se profilează culmile învăluite de ceață ale Munților Karawanken, un lanț muntos de la granița dintre Austria și Slovenia.
Carintia este cea mai sudică regiune a Austriei. Acest lucru este oglindit de vegetația care crește aici. Dacă în extremitatea nordică a  Carintiei se înalță piscuri acoperite de gheață, cum ar fi Grossglockner (3.798 m), în sud, unde domnește o climă destul de blândă, având în vedere condițiile alpine, prevalează colinele acoperite de o vegetație săracă.
Râul Drava (Drau) și afluenții săi au săpat, în munții din  Carintia, numeroase văi și au condus la formarea câtorva lacuri devenite atracția turistică a regiunii. Vara, lacurile se încălzesc foarte ușor (temperatura apei Lacului Ossiach urcă până la 25 °C), pe când iarna îngheață complet.

## Economie
Adevărata bogăție a  Carintiei o reprezintă peisajele sale. Alături de turism, un rol important în economia acestui land federal, au jucat în trecut exploatarea bogătiilor naturale și agricultura.
Descoperirile arheologice demonstrează că, în Carintia, aurul a început să fie deja extras cu 3.000 de ani în urmă. Pe vremea romanilor, circula o legendă potrivit căreia bucățelele de metal prețios puteau să fie găsite imediat sub suprafața pământului. În secolul al XVI-lea, din masivul Tauern se extrăgeau anual 120 kg de aur și 800 kg de argint, dar aceste bogății erau ascunse adânc în subsol. Exploatarea zăcămintelor a devenit tot mai costisitoare, până când, într-un final, aurul din Carintia  a încetat să mai fie competitiv. În plus, după descoperirea căii către America de Sud, europenii preferau să fure aurul amerindienilor, decât să muncească pentru a-l dobândi.
Extracția minereului de fier, o altă bogăție naturală a Carintiei, a jucat un rol important în economia regiunii pentru o perioadă îndelungată. Fierul din Alpi era foarte apreciat de romani, care considerau că prezintă calități ideale: pe de o parte produsele obținute aveau duritatea necesară, iar pe de altă parte se lăsa prelucrat cu ușurință. Primele trenuri austriece au rulat pe șine de oțel produs din fier din Carintia, iar principalele fabrici de armament au fost amplasate în localitatea Ferlach.
Din Munții Karawanken se extrage plumb din cele mai vechi timpuri. La sfârșitul Evului Mediu, Carintia a devenit cel mai mare exportator al acestei materii prime, aprovizionând Europa Centrală, Italia și chiar Orientul Apropiat. În prezent, minele de plumb au fost închise, iar din cele 2.500 de fabrici de prelucrare a lemnului, deschise încă din anii '30  ai secolului trecut, au mai rămas în funcțiune numai căteva sute.

## Politica

### Landeshauptmann
Din 1999 până în 2008, landeshauptmannul Carintiei a fost Jörg Haider (BZÖ). După alegeile din 2013, funcția este ocupată de Peter Kaiser (SPÖ).

### Partidul landeshauptmannului
- 1945 - 1989: SPÖ
- 1989 - 1991: FPÖ
- 1991 - 1999: ÖVP
- 1999 - 2005: FPÖ
- 2005 - 2013: BZÖ
- 2013 - prezent: SPÖ

### Landtagul Austriei Inferioare
| Partide | 2013 | 2009 | 2005 | 2004 | 1999 | 1994 | 1989 |
| ------- | ---- | ---- | ---- | ---- | ---- | ---- | ---- |
| SPÖ     | 14   | 11   | 14   | 14   | 12   | 13   | 17   |
| BZÖ     | 2    | 17   | 15   | -    | -    | -    | -    |
| ÖVP     | 5    | 6    | 4    | 4    | 8    | 9    | 8    |
| Verzii  | 5    | 2    | 2    | 2    | 0    | 0    | 0    |
| FPÖ     | 6    | 0    | 1    | 16   | 16   | 14   | 11   |